# Holoparamecus villiger
Holoparamecus villiger là một loài bọ cánh cứng trong họ Endomychidae. Loài này được Belon miêu tả khoa học năm 1887.